# Clivia nobilis
Clivia nobilis es una especie de planta herbácea perteneciente a la familia de las amarilidáceas. Es originaria de Sudáfrica.

## Descripción
Alcanza un tamaño de hasta unos 38 cm de altura. Tiene las flores colgantes con color rojo y algunas verde.

## Taxonomía
Clivia nobilis fue descrita por el paleontólogo, naturalista y botánico británico, John Lindley y publicado en Botanical Register; consisting of coloured. .. 14: t. 1182 en el año 1828.
Sinonimia
- Haemanthus cernuiflorus J.Bell ex Drapiez
- Himantophyllum aitoni (Hook.) Duch.
- Imatophyllum aitonii Hook.
- Imatophyllum maximum Guillon[5]